# Chanterelle (Cantal)
Chanterelle település Franciaországban, Cantal megyében. Lakosainak száma 99 fő (2022. január 1.). Chanterelle Condat, Montgreleix, Égliseneuve-d’Entraigues és Espinchal községekkel határos.

## Népesség
A település népességének változása:
| Lakosok száma | 307  | 161  | 165  | 140  | 93   | 93   | 95   | 98   | 99   | 99   |
|               | 1968 | 1982 | 1990 | 2006 | 2013 | 2015 | 2017 | 2019 | 2020 | 2022 |